# Dictyna secuta
Dictyna secuta là một loài nhện trong họ Dictynidae.
Loài này thuộc chi Dictyna. Dictyna secuta được Ralph Vary Chamberlin miêu tả năm 1924.